# Johannes Snoer
Johannes Snoer (Amsterdam, 28 juni 1868 – Wenen, 1 maart 1936) was een Nederlandse harpist en componist.

## Levensloop
Snoer was de zoon van onderwijzer Martinus Gerardus Snoer (1830-1895) en harpiste Cornelia Johanna Schönecker (1836-1911) wonende aan de Oudezijds Voorburgwal.
Hij genoot zijn muziekopleiding bij Alex Pohle, Fritz Giese en Henri Bosmans in Amsterdam, waar hij cello studeerde, en bij Edmund Schücker in Wenen waar hij harp studeerde. Van zijn moeder leerde hij de basis van het harpspelen. Die basis moet stevig geweest zijn, want daarna heeft hij voor de harp alleen nog van Edmund Schuecker les gekregen.
In 1880 speelde hij voor het eerst als tweede harpist in Wilhelm Stumpff's Parkorkest in een uitvoering van Symphonie fantastique van Hector Berlioz. Na de ontbinding van dit orkest speelde hij in Frans Wedemeijer's orkestvereniging (Amsterdamsche Orkestvereniging), wederom als harpist maar ook als solo-violoncellist. Drie jaar later, in 1888, sloot Snoer zich aan bij het toen net opgerichte Concertgebouworkest van Willem Kes. In 1889 werd hij aangesteld als harpist van De Harmonie in Groningen. In die periode maakte hij verschillende concertreizen in Nederland, België, Frankrijk en Engeland.
Snoer trouwde in 1894 met de harpiste Antoinetta Rutters in Amsterdam, een echtscheiding volgde later. Dat jaar sloot hij zich als eerste harpist aan van het Leipzig Gewandhaus-orkest, alwaar hij in elk geval tot 1911 speelde. Hij kreeg in die periode aanbiedingen zich aan te sluiten bij hoforkesten in Bückeburg en Darmstadt, maar die heeft hij afgehouden. In de periode van 1902 tot 1904 speelde Snoer ook in het orkest van het Bayreuth Theater. In 1910 werd hij harpdocent aan het conservatorium van Leipzig. In 1915 was hij bij het Weense Staats Opera. Sinds 1916 was hij lid van de Wiener Philharmoniker.

## Werken
Snoer componeerde en arrangeerde veel stukken voor de harp (etudes en solostukken). Een voorbeeld hiervan is de compositie Romance (1913) dat hij opdroeg aan zijn vakgenote Suze Splinter. Andere te noemen werken zijn Romanze für Harfde, opus 82 en Vier leichte Vortragsstücke für Harde (op. 96-99). Hij schreef ook studiemateriaal, zoals Practical Harp School for Double Pedal Harp (1896), en het in 1898 in Leipzig uitgegeven Die Harfe als Orchester-Instrument (The Harp as an Orchestral Instrument) Zijn pogingen om de dubbele pedaalharp te vervangen door de zogenaamde 'chromatische' harp was geen succes.
- Gemeinsame Normdatei: 134607392
- International Standard Name Identifier: 0000 0003 5822 2960
- Library of Congress Control Number: no88001003
- MusicBrainz: 05fab9b9-8986-42e3-992e-6849aa6da517
- Nederlandse Thesaurus van Auteursnamen: 070007780
- Virtual International Authority File: 204788507
- WorldCat: E39PBJfrMgxDfJ3fFCbRtwD6rq